# Giải đua ô tô Công thức 1 Ý 2024
Giải đua ô tô Công thức 1 Ý 2024 (tên chính thức là Formula 1 Pirelli Gran Premio d'Italia 2024) là một chặng đua Công thức 1 được tổ chức vào ngày 1 tháng 9 năm 2024 tại Trường đua Monza ở Monza, Ý. Chặng đua này là chặng đua thứ 16 của Giải đua xe Công thức 1 2024.
Đây là chặng đua ra mắt của tay đua Franco Colapinto, người thay thế cho tay đua cũ Logan Sargeant tại Williams cho đến cuối mùa giải. Lando Norris là người giành vị trí pole, anh cùng Oscar Piastri sẽ xuất phát ở vị trí thứ nhất và thứ hai. Đây cũng là lần đầu tiên mà đội đua McLaren làm được điều đó kể từ mùa giải Công thức 1 năm 2012. Charles Leclerc giành chiến thắng cuộc đua 53 vòng trong chiếc Ferrari của mình trước Norris và Piastri và đánh dấu chiến thắng đầu tiên của anh và đội tại Monza kể từ năm 2019.

## Bối cảnh
Giải đua ô tô Công thức 1 Ý 2024 được tổ chức vào cuối tuần từ ngày 30 tháng 8 đến ngày 1 tháng 9 tại Trường đua Monza ở Monza, Ý. Giải đua ô tô Công thức 1 Ý 2024 là chặng đua thứ 16 của Giải đua xe Công thức 1 2024 và là phiên bản thứ 75 của Giải đua ô tô Công thức 1 Ý.

### Bảng xếp hạng các tay đua và đội đua trước chặng đua
Sau Giải đua ô tô Công thức 1 Hà Lan, Max Verstappen dẫn đầu bảng xếp hạng các tay đua với 295 điểm trước Lando Norris (225 điểm) với khoảng cách 70 điểm và Charles Leclerc (192 điểm) với khoảng cách 103 điểm. Red Bull Racing dẫn đầu bảng xếp hạng các đội đua với 434 điểm, cách McLaren (404 điểm) 30 điểm và Ferrari (370 điểm) 64 điểm.

### Danh sách các tay đua và đội đua
Danh sách các tay đua và đội đua tham gia Giải đua ô tô Công thức 1 Ý 2024 y hệt như danh sách các tay đua và đội đua tham gia mùa giải ngoại trừ Franco Colapinto, người thay thế Logan Sargeant tại Williams từ chặng đua này trở đi và chính thức có chặng đua ra mắt tại Công thức 1. Andrea Kimi Antonelli thế chỗ George Russell tại Mercedes cho buổi đua thử đầu tiên và ra mắt tại một buổi đua thử Công thức 1.

### Lựa chọn hợp chất lốp
Nhà cung cấp lốp xe Pirelli mang đến các hợp chất lốp C3, C4 và C5 (ba hợp chất lốp cứng nhất trong số các hợp chất lốp), lần lượt được tiêu chuẩn hóa là cứng (hard), trung bình (medium) và mềm (soft) để các đội sử dụng trong suốt sự kiện này.

### Thay đổi đường đua
Trước thềm chặng đua, trường đua Monza đã trải qua những thay đổi đáng kể như cải tạo cơ sở vật chất hoặc làm mới mặt đường của toàn bộ trường đua.

## Tường thuật

### Buổi đua thử
Ba buổi đua thử đang được tổ chức tại Giải đua ô tô Công thức 1 Ý 2024. Buổi đua thử đầu tiên được tổ chức vào ngày 30 tháng 8 năm 2024 lúc 13:30 giờ địa phương (UTC+2). Max Verstappen của Red Bull Racing đứng đầu chung cuộc sau buổi đua thử đầu tiên trước Charles Leclerc của Ferrari và Lando Norris của McLaren với thời gian là 1:21,676 phút. Tay đua mới ra mắt Andrea Kimi Antonelli đã mất lái tại khúc cua số 11, đâm vào tường chắn khiến cho buổi tập bị vãy cờ đỏ và tạm dừng. Buổi đua thử thứ hai được tổ chức vào lúc 17:00 giờ địa phương (UTC+2) cùng ngày 30 tháng 8. Lewis Hamilton của Mercedes đứng đầu với thời gian nhanh nhất là 1:20,738 phút, theo sau là Norris và Carlos Sainz Jr. của Ferrari. Buổi đua thử thứ ba được tổ chức vào ngày 31 tháng 8 năm 2024 lúc 12:30 giờ địa phương (UTC+2) và người dẫn đầu cũng là Hamilton với thời gian nhanh nhất là 1:20,117 phút, trước người đồng đội của anh là George Russell và Charles Leclerc của Ferrari.

### Vòng phân hạng
Vòng phân hạng được tổ chức vào ngày 31 tháng 8 năm 2024 lúc 16:00 giờ địa phương (UTC+2), bao gồm ba phần với thời gian là 45 phút và các vị trí xuất phát cho cuộc đua chính được xác định. Các tay đua có 18 phút ở phần đầu tiên (Q1) để tiếp tục tham gia phần thứ hai (Q2) của vòng phân hạng cuộc đua chính. Tất cả các tay đua đạt được thời gian trong phần đầu tiên với thời gian tối đa 107% thời gian nhanh nhất được phép tham gia cuộc đua chính. 15 tay đua dẫn đầu phần này lọt vào phần tiếp theo. Sau khi Q1 kết thúc, Lando Norris của McLaren đứng đầu với thời gian nhanh nhất là 1:11,006 phút trong khi Tsunoda Yūki của RB, Lance Stroll của Aston Martin, Franco Colapinto của Williams và cả hai tay đua Kick Sauber bị loại.
Phần thứ hai (Q2) kéo dài 15 phút và mười tay đua nhanh nhất của phần này đi tiếp vào phần thứ ba (Q3) và cuối cùng của vòng phân hạng cuộc đua. Sau khi Q2 kết thúc, Lewis Hamilton của Mercedes đứng đầu với thời gian nhanh nhất là 1:10,496 phút trong khi Fernando Alonso của Aston Martin, Daniel Ricciardo của RB, Kevin Magnussen của Haas và cả hai tay đua Alpine bị loại.
Phần thứ ba (Q3) và cuối cùng kéo dài 12 phút, trong đó mười vị trí xuất phát đầu tiên được xác định sẵn cho cuộc đua chính. Lando Norris là người giành vị trí pole với thời gian là 1:19,327 phút. Anh cùng Oscar Piastri sẽ xuất phát ở vị trí thứ nhất và thứ hai và đây cũng là lần đầu tiên mà đội đua McLaren làm được điều đó kể từ mùa giải Công thức 1 năm 2012.

### Cuộc đua chính
Cuộc đua chính được tổ chức vào ngày 1 tháng 9 năm 2024 lúc 15:00 giờ địa phương (UTC+2) và bao gồm 53 vòng đua.
Sau khi cuộc đua chính bắt đầu, Lando Norris đã ngay lập tức đánh lái sang trái. Oscar Piastri cũng đánh lái sang phải khiến cả hai tay đua của McLaren đã chặn lối đi của chiếc Mercedes của George Russell. Russell buộc phải điều khiển nó đi ra khỏi đường đua và tụt từ vị trí thứ ba xuống thứ bảy. Ngay sau đó, tại khúc cua thứ 4 và 5 của vòng 1, Piastri đã có một tình xuống đánh lái vô cùng thông minh giúp anh vượt qua Norris để giành lấy vị trí thứ nhất. Tuy nhiên, cú vượt của Piastri khiến Norris bị mất tốc độ và để mất vị trí thứ hai vào tay Charles Leclerc. Ở phía sau, Daniel Ricciardo đã phải nhận án phạt 5 giây vì va chạm và ép Nico Hülkenberg ra khỏi đường đua. Ở vòng đua thứ 5, Hülkenberg đã điều khiển chiếc xe quá nhanh khiến anh không thể phanh kịp và đâm vào chiếc RB của Tsunoda Yūki khiến cho tay đua người Nhật Bản phải bỏ cuộc sớm. Vào vòng thứ 18, ở khúc cua Variante Ascari (bao gồm các khúc cua 8, 9, 10), Kevin Magnussen nhận án phạt 10 giây do gây ra một vụ va chạm với Pierre Gasly. Tại vòng thứ 31, Norris đã có một tình huống đi ra khỏi đường đua khiến anh bị Leclerc lấy lại vị trí thứ 2 mà anh đã giành lại được từ vòng 16 nhờ cú đổi lốp nhanh hơn ở làn pit. Ở vòng thứ 37, cuối cùng sau nhiều lần cạnh tranh căng thẳng với Sergio Pérez, Russell đã giành lấy vị trí thứ 8 và sau đó là thứ 7. Vòng thứ 39 bắt đầu, Oscar Piastri đã vào pit lần hai để đổi lốp và Leclerc dẫn đầu. Đội đua Ferrari quyết định thực hiện kế hoạch đổi lốp 1 lần tại làn pit cho cả Leclerc và Carlos Sainz Jr. ở vị trí thứ hai. Chiếc xe của Carlos Sainz Jr. sau đó đã bị vượt qua bởi Piastri ở vòng thứ 45 và Norris ở vòng thứ 48. Mặc dù rất nhanh nhưng cả hai chiếc McLaren sau đó đều không thể bắt kịp Leclerc. Leclerc cán đích ở vị trí thứ nhất, chỉ hơn Piastri ngay phía sau 2,6 giây còn Norris cán đích thứ ba đồng thời thiết lập thời gian nhanh nhất với 1:21,432 phút. Những tay đua ghi điểm còn lại phía sau là Sainz Jr., Lewis Hamilton, Max Verstappen, Russell, Pérez, Alexander Albon và Magnussen. 

## Kết quả

### Vòng phân hạng
| Vị trí                   | Số xe | Tay đua          | Đội đua                      | Q1       | Q2       | Q3       | Vị trí xuất phát |
| ------------------------ | ----- | ---------------- | ---------------------------- | -------- | -------- | -------- | ---------------- |
| 1                        | 4     | Lando Norris     | McLaren-Mercedes             | 1:19,911 | 1:19,727 | 1:19,327 | 1                |
| 2                        | 81    | Oscar Piastri    | McLaren-Mercedes             | 1:20,076 | 1:19,808 | 1:19,436 | 2                |
| 3                        | 63    | George Russell   | Mercedes                     | 1:20,169 | 1:19,877 | 1:19,440 | 3                |
| 4                        | 16    | Charles Leclerc  | Ferrari                      | 1:20,074 | 1:20,007 | 1:19,461 | 4                |
| 5                        | 55    | Carlos Sainz Jr. | Ferrari                      | 1:20,149 | 1:19,799 | 1:19,467 | 5                |
| 6                        | 44    | Lewis Hamilton   | Mercedes                     | 1:20,477 | 1:19,641 | 1:19,513 | 6                |
| 7                        | 1     | Max Verstappen   | Red Bull Racing-Honda RBPT   | 1:20,226 | 1:19,662 | 1:20,022 | 7                |
| 8                        | 11    | Sergio Pérez     | Red Bull Racing-Honda RBPT   | 1:20,598 | 1:20,216 | 1:20,062 | 8                |
| 9                        | 23    | Alexander Albon  | Williams-Mercedes            | 1:20,542 | 1:20,314 | 1:20,299 | 9                |
| 10                       | 27    | Nico Hülkenberg  | Haas-Ferrari                 | 1:20,781 | 1:20,411 | 1:20,339 | 10               |
| 11                       | 14    | Fernando Alonso  | Aston Martin Aramco-Mercedes | 1:20,617 | 1:20,421 | –        | 11               |
| 12                       | 3     | Daniel Ricciardo | RB-Honda RBPT                | 1:20,901 | 1:20,479 | –        | 12               |
| 13                       | 20    | Kevin Magnussen  | Haas-Ferrari                 | 1:20,856 | 1:20,698 | –        | 13               |
| 14                       | 10    | Pierre Gasly     | Alpine-Renault               | 1:20,748 | 1:20,738 | –        | 14               |
| 15                       | 31    | Esteban Ocon     | Alpine-Renault               | 1:20,764 | 1:20,766 | –        | 15               |
| 16                       | 22    | Tsunoda Yūki     | RB-Honda RBPT                | 1:20,945 | –        | –        | 16               |
| 17                       | 18    | Lance Stroll     | Aston Martin Aramco-Mercedes | 1:21,013 | –        | –        | 17               |
| 18                       | 43    | Franco Colapinto | Williams-Mercedes            | 1:21,061 | –        | –        | 18               |
| 19                       | 77    | Valtteri Bottas  | Kick Sauber-Ferrari          | 1:21,101 | –        | –        | 19               |
| 20                       | 24    | Chu Quán Vũ      | Kick Sauber-Ferrari          | 1:21,445 | –        | –        | 20               |
| Thời gian 107%: 1:25,505 |       |                  |                              |          |          |          |                  |

### Cuộc đua chính
| Vị trí                                                                                 | Số xe | Tay đua          | Đội đua                      | Số vòng | Thời gian/ Bỏ cuộc | Vị trí xuất phát | Số điểm |
| -------------------------------------------------------------------------------------- | ----- | ---------------- | ---------------------------- | ------- | ------------------ | ---------------- | ------- |
| 1                                                                                      | 16    | Charles Leclerc  | Ferrari                      | 53      | 1:14:40,727        | 4                | 25      |
| 2                                                                                      | 81    | Oscar Piastri    | McLaren-Mercedes             | 53      | + 2,664            | 2                | 18      |
| 3                                                                                      | 4     | Lando Norris     | McLaren-Mercedes             | 53      | + 6,153            | 1                | 161     |
| 4                                                                                      | 55    | Carlos Sainz Jr. | Ferrari                      | 53      | + 15,621           | 5                | 12      |
| 5                                                                                      | 44    | Lewis Hamilton   | Mercedes                     | 53      | + 22,820           | 6                | 10      |
| 6                                                                                      | 1     | Max Verstappen   | Red Bull Racing-Honda RBPT   | 53      | + 37,932           | 7                | 8       |
| 7                                                                                      | 63    | George Russell   | Mercedes                     | 53      | + 39,715           | 3                | 6       |
| 8                                                                                      | 11    | Sergio Pérez     | Red Bull Racing-Honda RBPT   | 53      | + 54,148           | 8                | 4       |
| 9                                                                                      | 23    | Alexander Albon  | Williams-Mercedes            | 53      | + 1:07,456         | 9                | 2       |
| 10                                                                                     | 20    | Kevin Magnussen  | Haas-Ferrari                 | 53      | + 1:08,302         | 13               | 1       |
| 11                                                                                     | 14    | Fernando Alonso  | Aston Martin Aramco-Mercedes | 53      | + 1:08,495         | 11               |         |
| 12                                                                                     | 43    | Franco Colapinto | Williams-Mercedes            | 53      | + 1:21,308         | 18               |         |
| 13                                                                                     | 3     | Daniel Ricciardo | RB-Honda RBPT                | 53      | + 1.33,452         | 12               |         |
| 14                                                                                     | 31    | Esteban Ocon     | Alpine-Renault               | 52      | + 1 vòng           | 15               |         |
| 15                                                                                     | 10    | Pierre Gasly     | Alpine-Renault               | 52      | + 1 vòng           | 14               |         |
| 16                                                                                     | 77    | Valtteri Bottas  | Kick Sauber-Ferrari          | 52      | + 1 vòng           | 19               |         |
| 17                                                                                     | 27    | Nico Hülkenberg  | Haas-Ferrari                 | 52      | + 1 vòng           | 10               |         |
| 18                                                                                     | 24    | Chu Quán Vũ      | Kick Sauber-Ferrari          | 52      | + 1 vòng           | 20               |         |
| 19                                                                                     | 18    | Lance Stroll     | Aston Martin Aramco-Mercedes | 52      | + 1 vòng           | 17               |         |
| Bỏ cuộc                                                                                | 22    | Tsunoda Yūki     | RB-Honda RBPT                | 7       | Nóng máy           | 16               |         |
| Vòng đua nhanh nhất: Lando Norris (McLaren-Mercedes) - 1:21:432 phút (vòng đua thứ 53) |       |                  |                              |         |                    |                  |         |
| Tay đua xuất sắc nhất cuộc đua: Charles Leclerc (Ferrari), 26,4% số phiếu bầu          |       |                  |                              |         |                    |                  |         |

Chú thích
- ^1  – Bao gồm một điểm cho vòng đua nhanh nhất.[13]
- ^2  – Kevin Magnussen về đích ở vị trí thứ 9 nhưng bị tụt xuống vị trí thứ 10 thông qua một án phạt 10 giây vì gây ra vụ va chạm với Pierre Gasly.[14]
- ^3  – Daniel Ricciardo về đích ở vị trí thứ 12 nhưng bị tụt xuống vị trí thứ 13 thông qua một án phạt 15 giây gồm 5 giây vì chèn ép Nico Hülkenberg khỏi đường đua và một án phạt 10 giây vì không thực hiện án phạt theo quy định.[14]

## Bảng xếp hạng sau chặng đua

### Bảng xếp hạng các tay đua
| Vị trí | Tay đua          | Đội đua                      | Số điểm | Thay đổi vị trí |
| ------ | ---------------- | ---------------------------- | ------- | --------------- |
| 1      | Max Verstappen   | Red Bull Racing-Honda RBPT   | 303     | +/-0            |
| 2      | Lando Norris     | McLaren-Mercedes             | 241     | +/-0            |
| 3      | Charles Leclerc  | Ferrari                      | 217     | +/-0            |
| 4      | Oscar Piastri    | McLaren-Mercedes             | 197     | +/-0            |
| 5      | Carlos Sainz Jr. | Ferrari                      | 184     | +/-0            |
| 6      | Lewis Hamilton   | Mercedes                     | 164     | +/-0            |
| 7      | Sergio Pérez     | Red Bull Racing-Honda RBPT   | 143     | +/-0            |
| 8      | George Russell   | Mercedes                     | 128     | +/-0            |
| 9      | Fernando Alonso  | Aston Martin Aramco-Mercedes | 50      | +/-0            |
| 10     | Lance Stroll     | Aston Martin Aramco-Mercedes | 24      | +/-0            |

- Lưu ý: Chỉ có mười vị trí đứng đầu được liệt kê trên bảng xếp hạng này.

### Bảng xếp hạng các đội đua
| Vị trí | Đội đua                      | Số điểm | Thay đổi vị trí |
| ------ | ---------------------------- | ------- | --------------- |
| 1      | Red Bull Racing-Honda RBPT   | 446     | +/-0            |
| 2      | McLaren-Mercedes             | 438     | +/-0            |
| 3      | Ferrari                      | 407     | +/-0            |
| 4      | Mercedes                     | 292     | +/-0            |
| 5      | Aston Martin Aramco-Mercedes | 74      | +/-0            |
| 6      | RB-Honda RBPT                | 34      | +/-0            |
| 7      | Haas-Ferrari                 | 28      | +/-0            |
| 8      | Alpine-Renault               | 13      | +/-0            |
| 9      | Williams-Mercedes            | 6       | +/-0            |
| 10     | Kick Sauber-Ferrari          | 0       | +/-0            |